# Копилаш
Копила́ш — гора в Чивчинських горах (частина Мармароського масиву). Розташована у Верховинському районі Івано-Франківської області, на південний захід від села Зелене.
Висота 1599 м. Гора масивна, має конусоподібну форму. Розташована на головному хребті Чивчинських гір. Вершина незаліснена. Схили стрімкі (особливо східні та південні). На схід розташована гора Керничний (1588,8 м), на північний захід — гора Регеска (1569,6 м). Північними і західними схилами гори проходить так звана Дорога Макензена; на північний захід від вершини розташований перевал, через який веде ця дорога.
Через гору з північного сходу на захід (і далі на північ) простягається українсько-румунський кордон, тому більша частина гори розташована в межах Румунії.